# Charles R. Adams
Pour les articles homonymes, voir Charles Adams (homonymie) et Adams.
Charles R. Adams, né le 9 février 1834 à Charlestown dans l'État du Massachusetts, et mort le 4 juillet 1900 à West Harwich (en) dans le même État, est un chanteur américain d'opéra et professeur de chant. Excellent ténor et bon acteur, il avait une présence scénique et a été particulièrement admiré pour ses interprétations des œuvres de Richard Wagner.

## Biographie
Charles R. Adams, né en 1834 à Charlestown dans le Massachusetts, il est le fils de Charles Adams et de Eliza Ann Runey Adams. Il a étudié la musique à Boston sous Edwin Bruce, Mme. Arnault et R. Mulder. En 1856, il était le soliste ténor dans l'oratorio de Joseph Haydn Die Schöpfung (La Création), avec la Société Handel-et-Haydn, et est allé en tournée aux États-Unis et aux Antilles de 1856 à 1861.
Il a déménagé à Vienne, où il a étudié avec Carlo Barbieri et a chanté les rôles de ténor de principal au Wiener Staatsoper. Ils ont inclus Elvino dans La sonnambula de Bellini. Il a ensuite fait une tournée en Russie et aux Pays-Bas avant de rejoindre le Staatsoper Unter den Linden à Berlin. Charles R. Adams est resté là pendant trois ans, avant de devenir le ténor principal de la Vienna Hofoper de 1867 à 1876. Il a également chanté durant deux saisons au Royal Opera House au Covent Garden de Londres, une saison au Palais Royal de Madrid, et une autre saison à La Scala de Milan.
Charles R. Adams a visité l'Amérique avec la compagnie Carl Strakosch en 1877 et 1878, chantant d'autres parties de rôle-titre dans la première production américaine de Rienzi de Wagner. Il a également joué dans d'autres opéras allemands avec Mme. Poppenheim et dans des opéras italiens avec Clara Louise Kellogg, Maria Litta et Annie Louise Cary (en).
Ses plus grands rôles d'opéra étaient Manrico dans Il trovatore, le rôle-titre dans Lohengrin, Cola di Rienzo dans Rienzi, et le rôle-titre dans Tannhäuser. Plus tard dans sa vie, à partir de 1879, il travaille en tant que professeur à Boston. Ses étudiants ont inclus les goûts de Arthur Middleton (en), Grace Hiltz, Nellie Melba, et Emma Eames, cette dernière étant sa plus célèbre élève. Il est mort à West Harwich dans le Cap Cod en 1900.

## Galerie

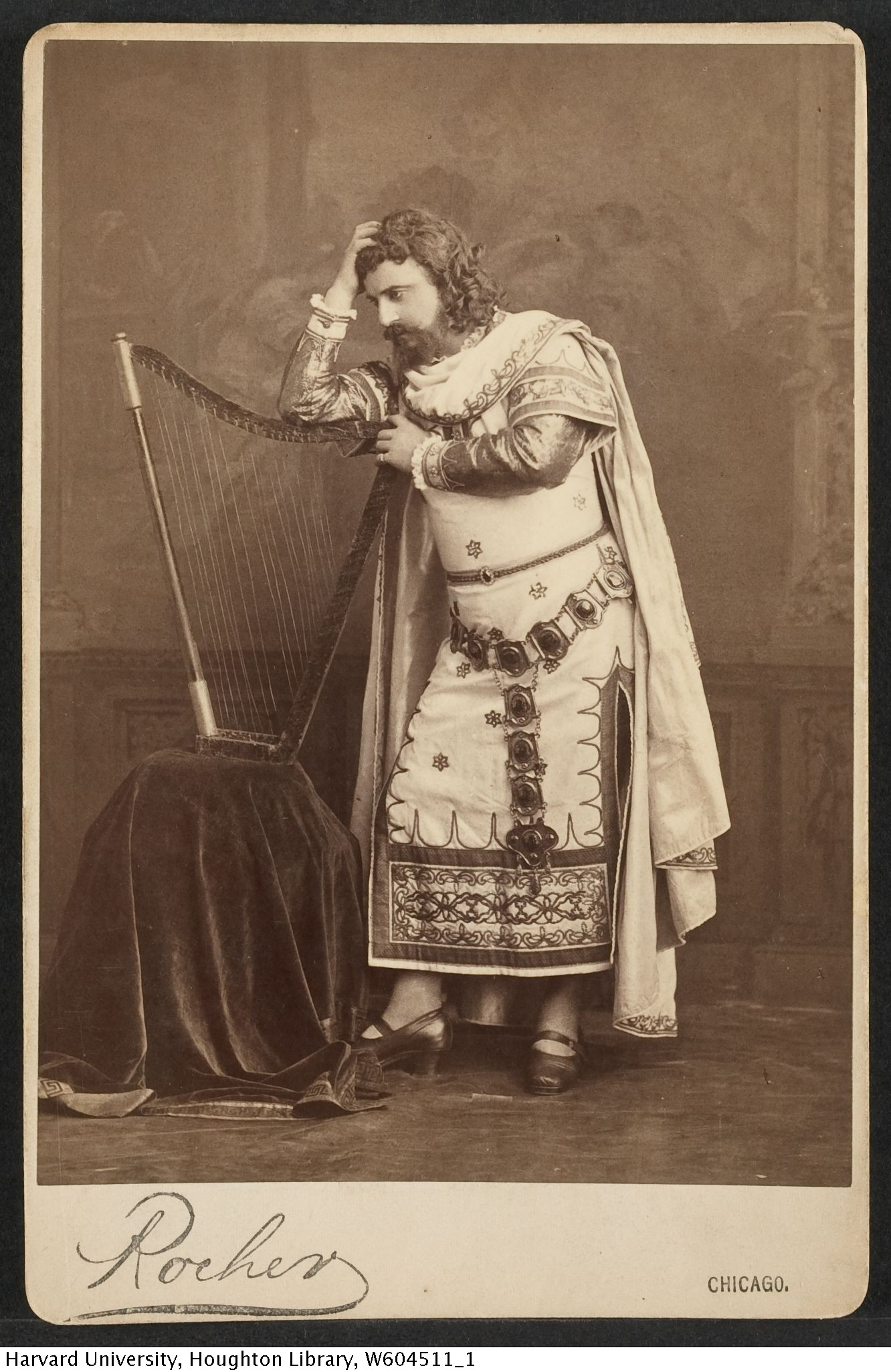
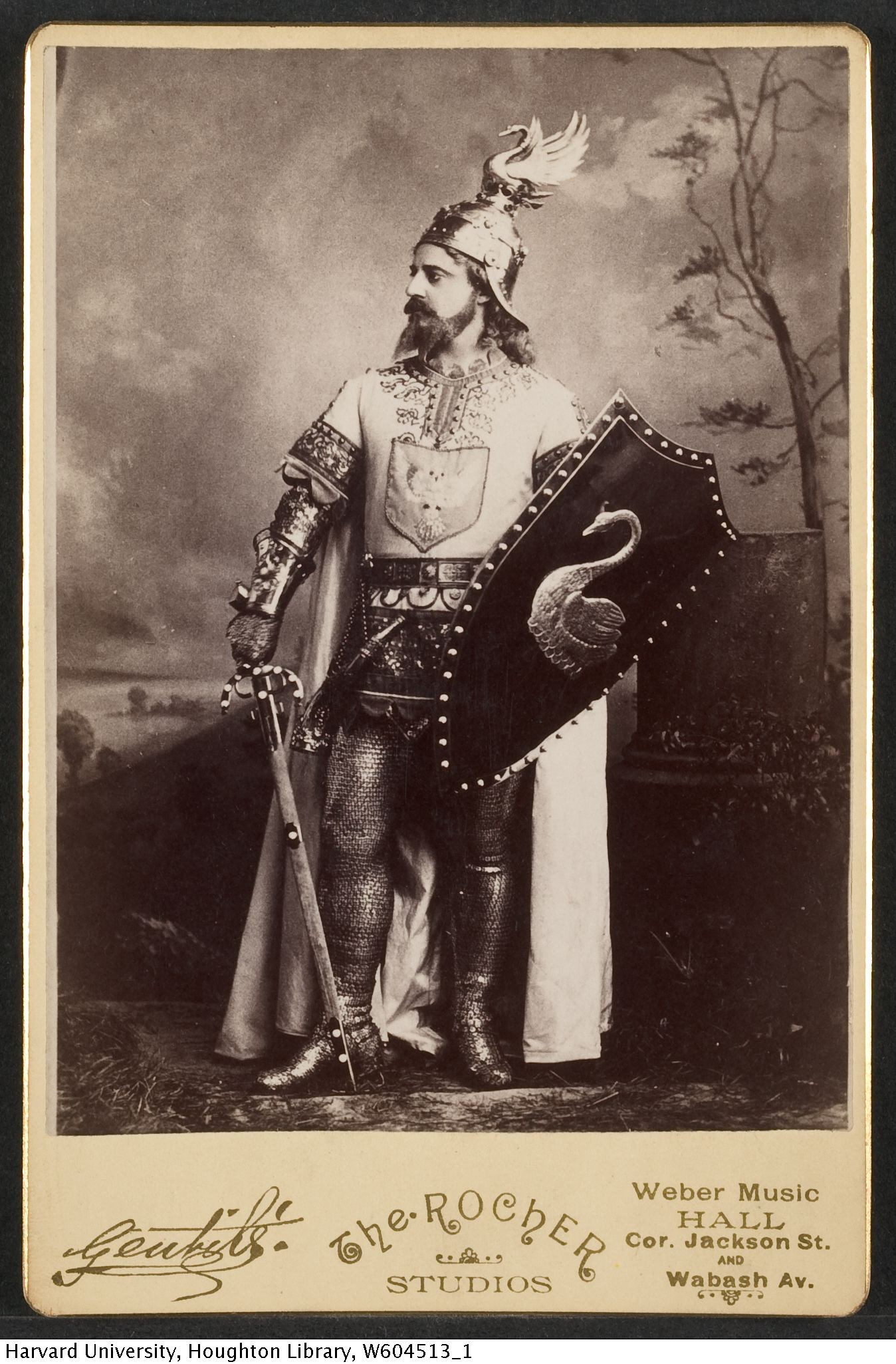
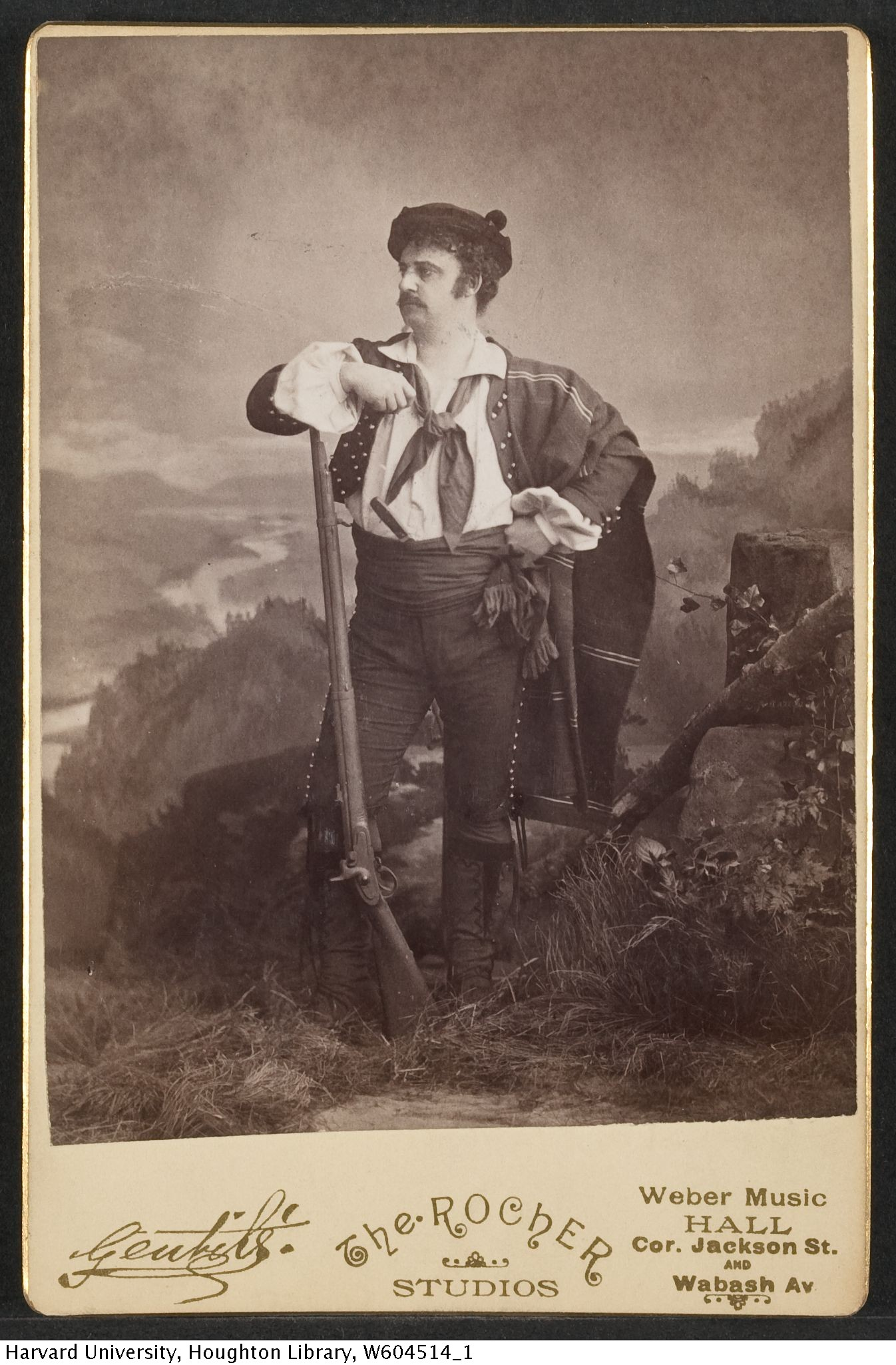